# Repentir (peinture)
Pour les articles homonymes, voir repentir.

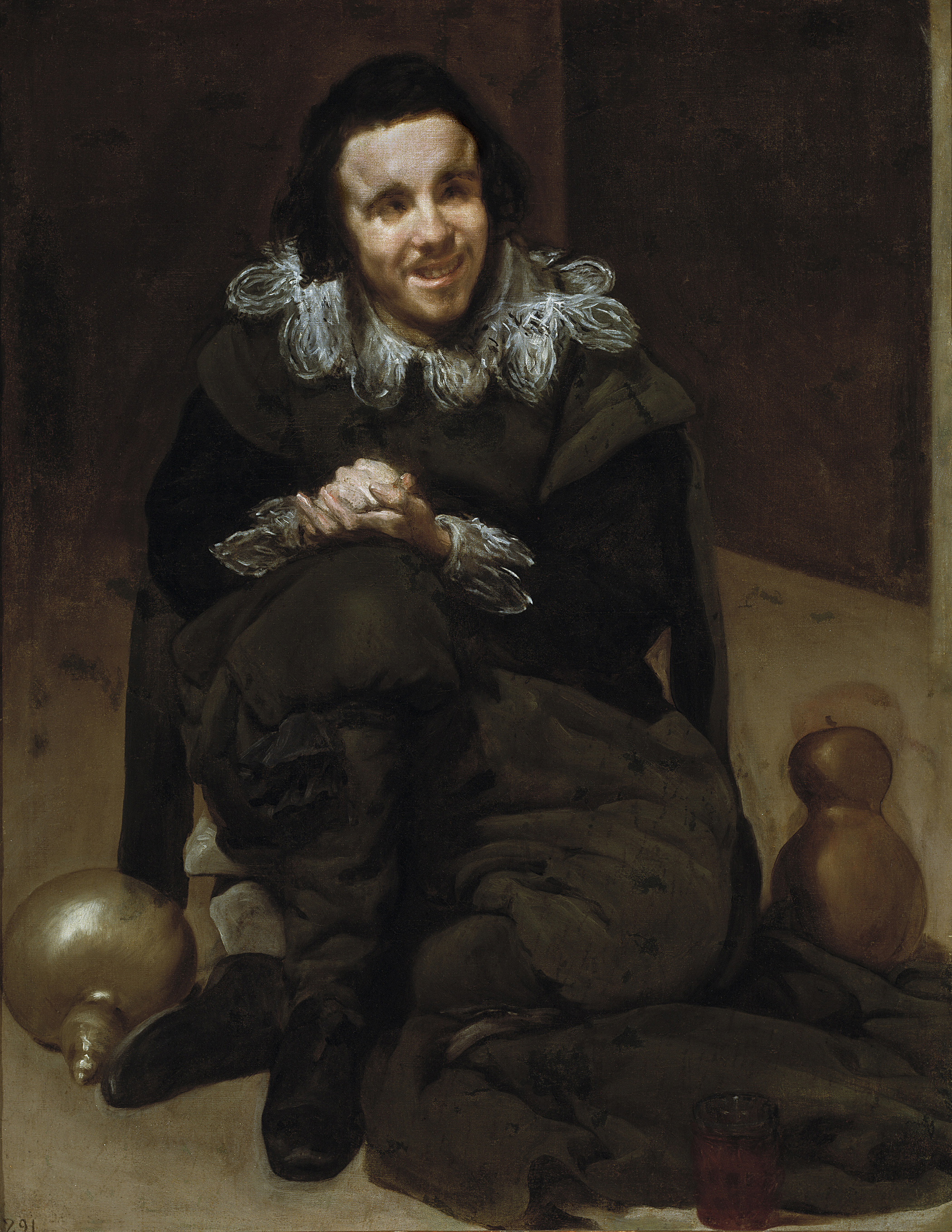
Le Bouffon Calabacillas de Diego Vélasquez montre un repentir sur la droite : la calebasse était initialement une cruche.

Un repentir (pentimento en italien), en peinture, est une partie du tableau qui a été recouverte par le peintre pour modifier en profondeur la toile. Il peut s'agir de masquer ou de faire apparaître des personnages, des objets ou organes, ou de modifier leur aspect et leur position. Par extension, le terme est utilisé en gravure, et même en sculpture et en littérature ainsi qu'en calligraphie.

## Interprétation
On étudie les repentirs comme des indices sur les techniques du peintre. Ils permettent de connaître la « version d'origine » de la toile et de séparer les travaux du peintre de ceux des apprentis ou des ateliers. Ils permettent également d'améliorer la fiabilité des attributions puisque, si les artistes font souvent des repentirs, les copistes n'en font pas. Rembrandt, Titien ou Vélasquez faisaient peu ou pas de dessins préparatoires, et dessinaient ou peignaient à même la toile, générant naturellement un grand nombre de repentirs qui sont absents du travail des copistes.
Les repentirs peuvent indiquer que la composition d'origine avait des éléments dans des positions distinctes, qu'un objet est différent de celui qu'il était ou a été supprimé dans sa version finale. Il est toutefois à distinguer du repeint, ces retouches, effectuées par d'autres peintres, longtemps après la réalisation d’une œuvre et de préférence après la mort de leur auteur, consistant à modifier légèrement certains détails de la toile. L’« habillage » des nus du plafond de la chapelle Sixtine ne saurait, par exemple, en aucun cas être analysée comme un repentir de Michel-Ange, mais comme un repeint dû à la volonté du Vatican.
Les repentirs peuvent être présents dans la peinture, la gravure mais aussi la sculpture. Ainsi, la Pietà Rondanini de Michel-Ange présente un repentir découvert au XXe siècle.
Par extension, le terme est également parfois appliqué aux retouches d'un texte littéraire. C'est le cas notamment pour certaines œuvres d'Honoré de Balzac.

## Détection
Certains repentirs sont encore visibles sur la version finale. Un œil attentif peut les détecter lorsque la couche couvrante n'a pas la même qualité, et que sa couleur ou son opacité change au fil du temps. Avec le temps, les couleurs à l'huile ont tendance à pâlir et à révéler ainsi les dessous. Un repentir sera particulièrement visible si le motif recouvert était sombre ou si le motif recouvrant est clair. 
L'examen aux rayons X ou en réflectographie infrarouge peut révéler des repentirs indétectables à l'œil nu:286.
D'autres ne sont connus que par les témoignages de l'époque de l'exécution de l'œuvre.

## Galerie

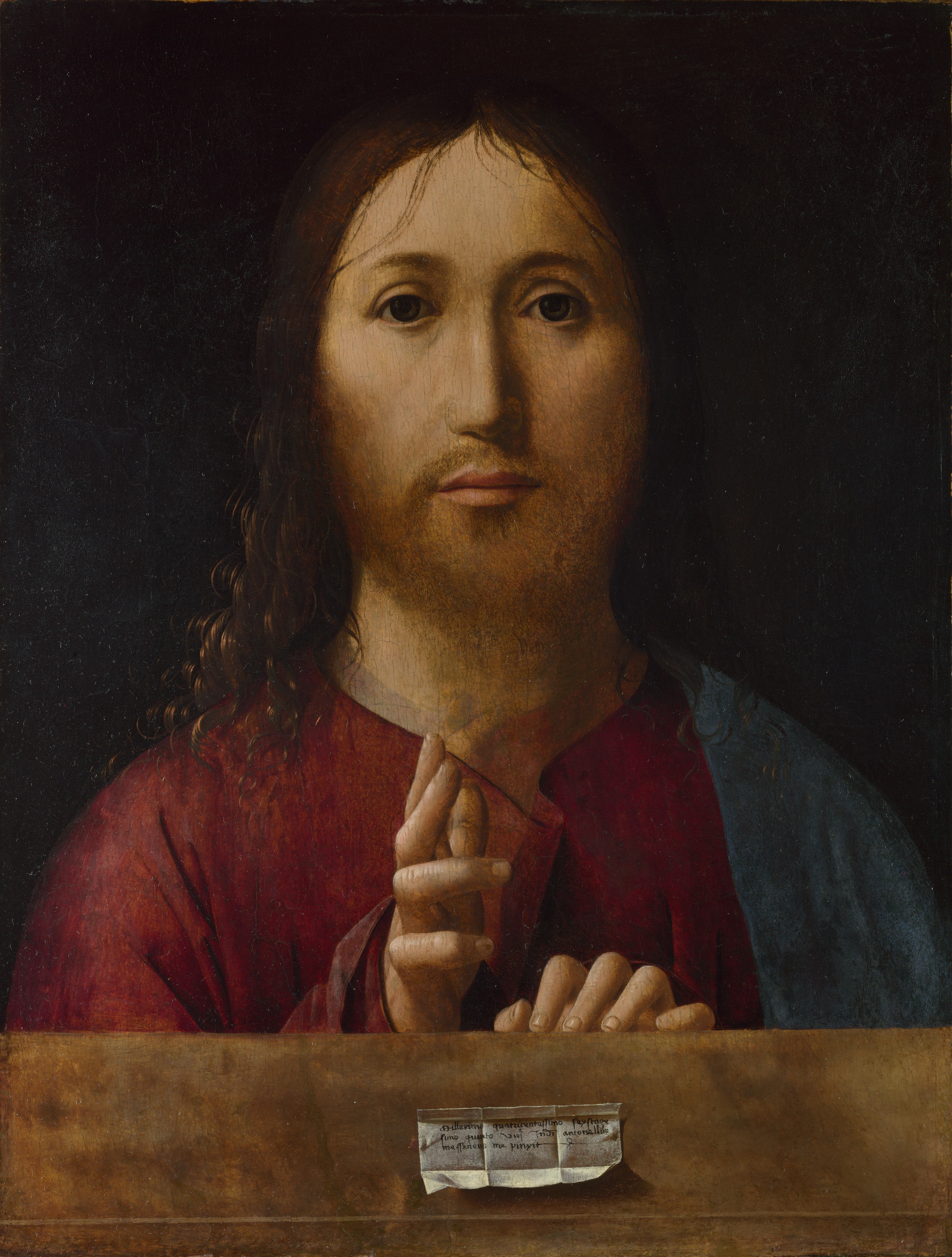
Le Salvator Mundi d'Antonello de Messine montre un repentir au niveau du col du vêtement.
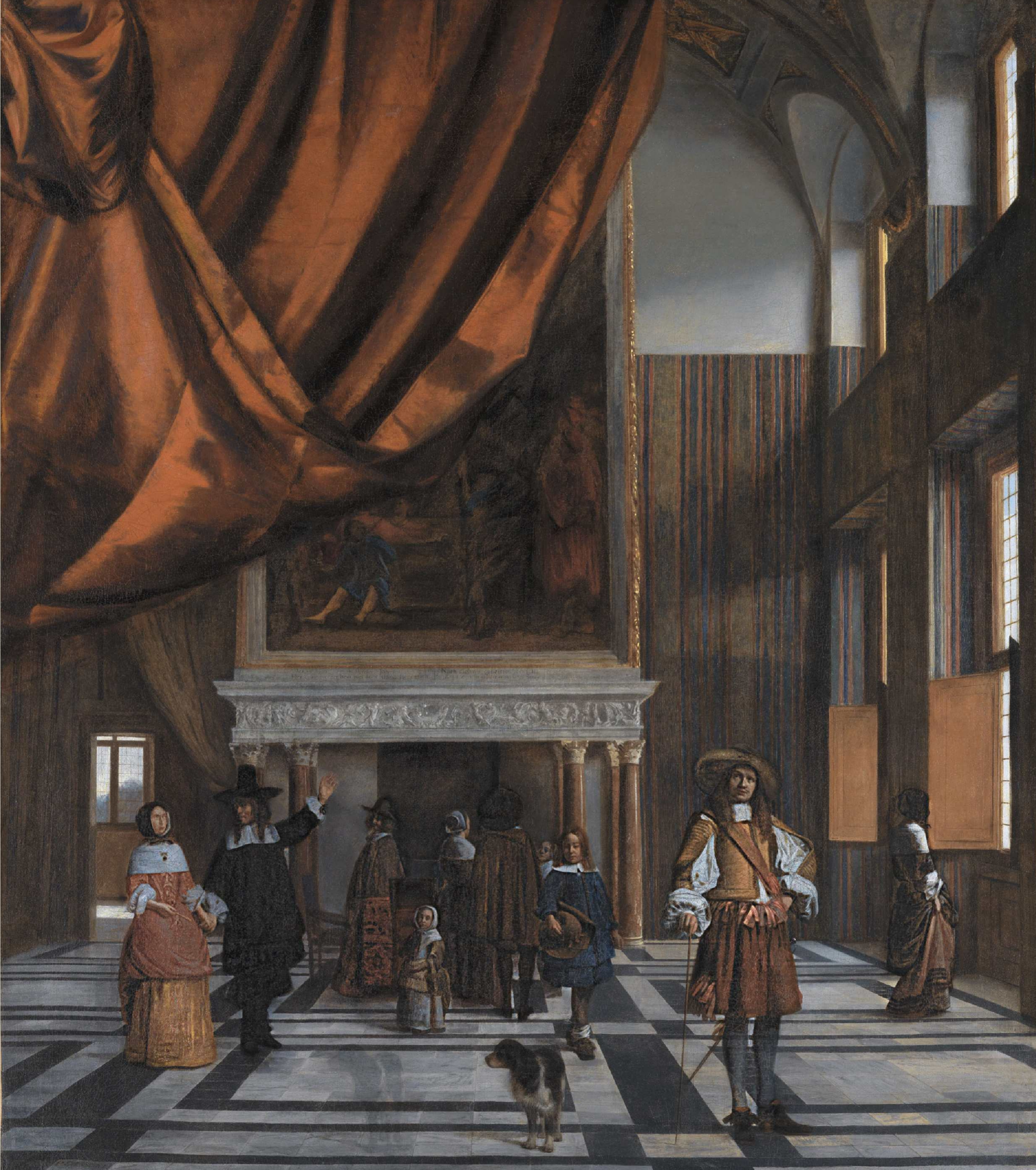
La Chambre du conseil à l'hôtel de ville d'Amsterdam, de Pieter de Hooch, montre un repentir au premier plan : le chien a été déplacé vers la droite.
Les Tricheurs du Caravage montre  un certain nombre de petits repentirs typiques, qui modifient la position de la figure de droite.
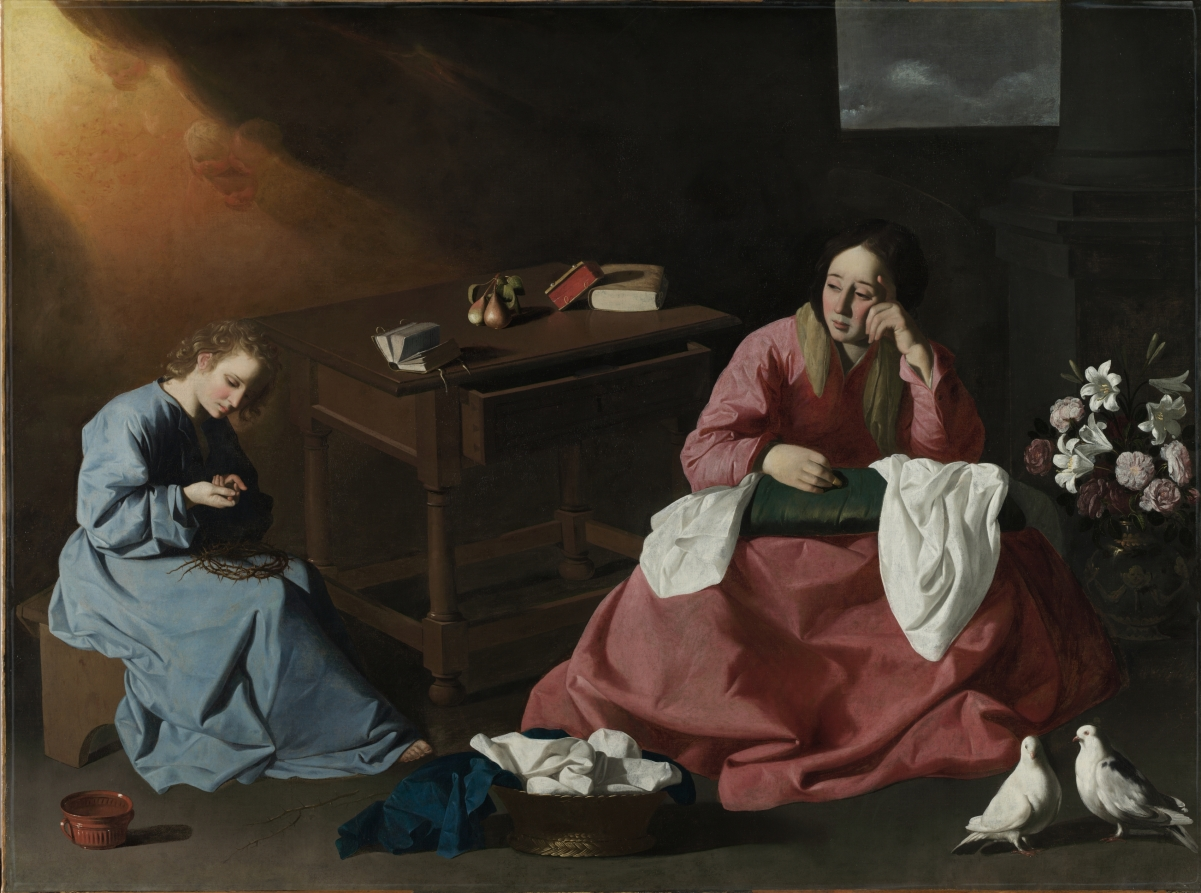
La Maison de Nazareth de Zurbarán, montre que la taille d’un drap blanc a été augmentée après l’application de la peinture de fond sombre ; la zone élargie est d’un blanc plus foncé.
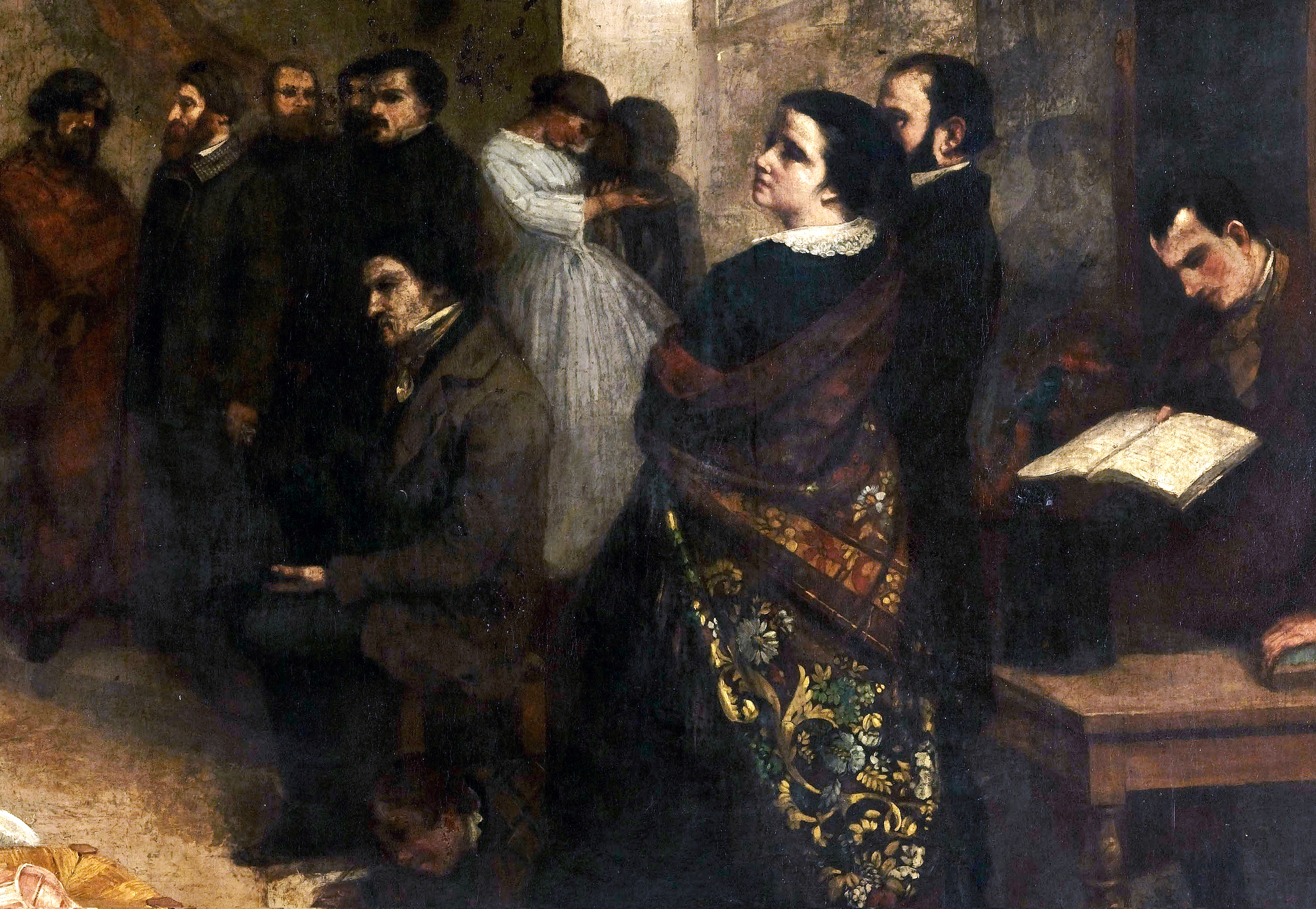
L'Atelier du peintre, peint en 1855 par Gustave Courbet, montre un repentir de Jeanne Duval, à gauche de Charles Baudelaire lisant son livre.

## Le repentir dans la culture
Le roman d'Arturo Pérez-Reverte, Le Tableau du maître flamand (1990), se fonde sur un repentir. L'Angélus, sixième tome de la série Secrets, scénarisé par Frank Giroud, est également fondée largement sur le repentir de Jean-François Millet dans L'Angélus, et sur la psychologie de Salvador Dalí, qui l'a découvert.